# 金珠駅
金珠駅（きんじゅえき）とは、中華人民共和国吉林省吉林市竜潭区に位置する吉舒線の駅。

## 歴史
- 1966年　開業。

## 隣の駅
中華人民共和国鉄道部
吉舒線
棋盤駅 - 金珠駅 - 亜復駅
座標: 北緯44度01分11秒 東経126度32分45秒 / 北緯44.0196度 東経126.5459度